# Ручей (Волховский район)
Руче́й — деревня в Усадищенском сельском поселении Волховского района Ленинградской области.

## История
На карте Санкт-Петербургской губернии Ф. Ф. Шуберта 1834 года упоминается деревня Ручьи, состоящая из 22 крестьянских дворов.

РУЧИЙ — деревня принадлежит Казённому ведомству, число жителей по ревизии: 52 м. п., 63 ж. п. (1838 год)

Как деревня Ручьи из 22 дворов она отмечена на карте Ф. Ф. Шуберта 1844 года.

РУЧЕЙ — деревня Ведомства государственного имущества, по просёлочной дороге, число дворов — 22, число душ — 43 м. п. (1856 год)

РУЧЕЙ — деревня казённая при реке Елошне, число дворов — 23, число жителей: 46 м. п., 64 ж. п.; Часовня православная . (1862 год)

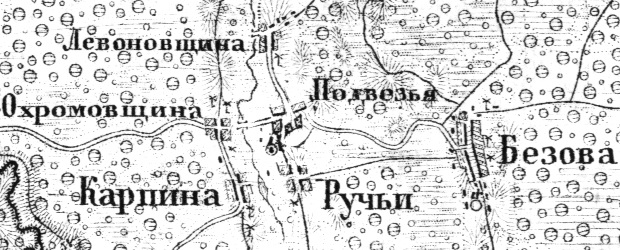
Деревня Ручей на карте Ф. Ф. Шуберта 1872 года

Согласно карте Ф. Ф. Шуберта 1872 года деревня называлась Ручьи, на южной окраине деревни находилась ветряная мельница.
Согласно епархиальным сведениям 1899 года деревня относилась к приходу Преображенской церкви (ранее Усадище-Спасовской, Михайловского погоста) в селе Заболотье.
В конце XIX — начале XX века деревня административно относилась к Усадище-Спассовской (Усадищской) волости 2-го стана Новоладожского уезда Санкт-Петербургской губернии.
По данным «Памятной книжки Санкт-Петербургской губернии» за 1905 год деревня Ручей входила в состав Карпинского сельского общества.
Согласно военно-топографической карте Петроградской и Новгородской губерний издания 1915 года деревня называлась Ручьи.
С 1917 по 1923 год деревня входила в состав Ручьёвского сельсовета Усадище-Спасовской волости Новоладожского уезда.
С 1923 года в составе Охромовщинского сельсовета Пролетарской волости Волховского уезда.
С 1924 года в составе Карпинского сельсовета.
Согласно данным переписи населения СССР 1926 года в деревне Ручей проживали 92 человека — все русские.
С 1927 года в составе Волховского района.
В 1928 году население деревни составляло 102 человека.
Согласно карте Ленинградской области Северо-западного аэрогеодезического треста ГГУ издания 1932 года деревня насчитывала 9 крестьянских дворов.
По данным 1933 года деревня Ручей входила в состав Карпинского сельсовета Волховского района.
В 1958 году население деревни составляло 66 человек.
С 1960 года в составе Усадищенского сельсовета.
По данным 1966, 1973 и 1990 годов деревня Ручей также входила в состав Усадищенского сельсовета.
В 1997 году в деревне Ручей Усадищенской волости проживали 11 человек, в 2002 году — также 11 человек (русские — 82 %).
В 2007 году в деревне Ручей Усадищенского СП — 7 человек.

## География
Деревня расположена в южной части района на автодороге 41К-374 (Подвязье — Кроватыни).
Расстояние до административного центра поселения — 5 км.
Расстояние до ближайшей железнодорожной станции Мыслино — 7 км.
Деревня находится на правом берегу реки Елошня.

## Демография
| 1838 | 1862 | 1997 | 2007 | 2010 | 2017 |
| ---- | ---- | ---- | ---- | ---- | ---- |
| 115  | ↘110 | ↘11  | ↘7   | ↘5   | →5   |

### Национальный состав
Согласно данным Всероссийской переписи населения 2021 года в деревне проживали 5 человек, из них:
 русские — 1, другие национальности — 1 человек, остальные национальность не указали.